# 全局选择公理
在类理论中，全局选择公理是选择公理應用於真類（非集合）上的較强版本。

## 陳述
全局選擇公理可以用各种等價的方式来表达：
- “弱”形式：每個由非空集合組成的类都有一个选择函数。
- V \ { ∅ }有一个选择函数(这里的 V 是冯·诺伊曼全集(由所有集合組成的类))。
- 存在一個 V 的良序排序。
- V 和由所有序數組成的類之間存在一個對射。